# Asilomar Conference Grounds
Asilomar Conference Grounds is een Amerikaans conventiecentrum in resortstijl in Pacific Grove (Californië).
Het complex werd tussen 1913 en 1928 gebouwd voor de Young Women's Christian Association (YWCA). De naam is afgeleid van het Spaanse asilo al mar, wat 'toevluchts- of rustoord aan de zee' betekent. Zestien gebouwen werden door Julia Morgan, architect van onder meer Hearst Castle, ontworpen. Elf daarvan bestaan nog steeds. De gebouwen zijn opgetrokken in Amerikaanse arts-en-craftsstijl.
Sinds 1955 maakt het geheel deel uit van het Californische staatspark Asilomar State Beach and Conference Grounds. In 1975 vond hier de Asilomar Conference on Recombinant DNA plaats. Op 27 februari 1987 werd het complex erkend als National Historic Landmark. De gebouwen, die grondig gerenoveerd zijn in de jaren 1990 en 2000, worden nog steeds gebruikt als conventiecentrum en resort en zijn toegankelijk voor bezoekers. Om de rustieke sfeer van de locatie te bewaren, is ervoor gekozen om geen telefoons en televisietoestellen in de kamers te plaatsen. Er is echter wel Wi-Fi voorzien in de gebouwen.